# SS Nubia (1894)
El SS Nubia fue un buque de vapor de pasajeros y carga construido para la Peninsular and Oriental Steam Navigation Company por Caird & Company de Greenock, Escocia, con un coste de 100.000 libras esterlinas y botado el 13 de diciembre de 1894.

## Historial de servicio

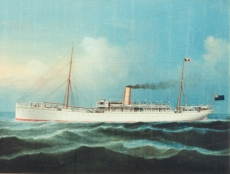
Buque de carga de pasajeros Nubia

Originalmente llamado SS Singapore, tenía 430 pies de eslora y 49 pies y 4 pulgadas de manga, con una máquina de vapor de tres cilindros y triple expansión y una velocidad máxima de 14,5 nudos. Tenía capacidad para 90 pasajeros de primera clase y 62 de segunda y también transportaba carga.
El Nubia inició su viaje inaugural el 1 de marzo de 1895 con destino a Calcuta (India), pero encalló 18 días después en la bahía de Banden Fukon (Adén). Fue reflotado, reparado y reanudó sus operaciones. En enero de 1899, cinco tripulantes del Regimiento de North Lancashire murieron a bordo del Nubia tras un brote de cólera que, según se cree, fue causado por la fruta llevada a bordo en Port Said, Egipto. Entre 1899 y 1903, el Nubia fue utilizado para transportar y tratar pacientes durante la Segunda Guerra de los Bóeres. 

### Hundimiento
Naufragó el 20 de junio de 1915 en el golfo de Bengala, a 0,80 km al norte de Colombo (Ceilán).